# 2008년 하계 올림픽 토고 선수단
2008년 하계 올림픽 토고 선수단은 중화인민공화국 베이징에서 개최된 2008년 하계 올림픽에 참가한 올림픽 토고 선수단이다. 육상, 유도, 카누 등 3개 종목에 선수를 파견하였으며 선수 3명으로 편성되었다.
토고 선수단은 이번 대회에서 벤자민 부크페티가 처음으로 올림픽 메달을 따냄으로써 81위를 기록하였다.

## 메달리스트
| 메달 | 이름            | 종목 | 세부 종목      | 날짜     |
| ---- | --------------- | ---- | -------------- | -------- |
|      | 벤자민 부크페티 | 카누 | 남자 슬라럼 K1 | 8월 12일 |